# 大阪市立真田山小学校
大阪市立真田山小学校（おおさかしりつ さなだやま しょうがっこう、英: Osaka Municipal Sanadayama Elementary School）は、大阪府大阪市天王寺区にある公立の小学校。

## 概要
1874年に清堀小学校（のち清堀尋常小学校、清堀国民学校）として設置され、1922年には同校から分離する形で清堀第三尋常小学校（のち真田山尋常小学校、真田山国民学校）が設置された。太平洋戦争の戦災被害により1946年に清堀国民学校を廃校にして真田山国民学校に統合し、現在に至っている。学校沿革史の上では、1874年の清堀小学校の創立をもって学校創立と位置づけている。
近隣に大坂の陣（大坂冬の陣・真田丸の戦い）の豊臣側武将・真田幸村の支城・真田丸があった故事から、校章は大阪市章「澪標」と「真田の六文銭（六連銭）」を組み合わせたデザインとなっている。
英語教育、道徳教育、NIE（新聞を教材とした教育）などさまざまな研究活動に取り組んでいる。
特に英語教育は1992年、文部省から日本で最初の「国際理解・英語学習」指導の研究開発学校に指定された。
2014年9月には、大阪市教育委員会から「英語イノベーション事業」重点校に指定され、フォニックス教育も注力。全ての教員が英語の音声指導を行えるため週3回、朝の15分間アルファベットの正しい発音や歌・絵本を通じ音声に親しむ活動を行っている。

## 沿革
現在の校区にあたる地域には明治時代初期の学制発布に伴い、当時の西成郡吉右衛門肝入地（のち東成郡清堀村）に1874年、西成郡第一区第七番小学校が開校した。第七番小学校はのち大阪市清堀尋常小学校と称した。1909年には清堀尋常小学校より清堀第二尋常小学校（のち大阪市立味原小学校）が分離している。
1922年に清堀尋常小学校から分離する形で、当時の東区清堀地区（現在の天王寺区味原・真田山地区）で3番目の小学校として、大阪市清堀第三尋常小学校が開校した。1927年には大阪市真田山尋常小学校へと改称し、また1928年には旧真田山陸軍墓地の一角の現在地に移転している。
国民学校令施行により、1941年に従来の清堀尋常小学校は清堀国民学校へと改称し、また従来の真田山尋常小学校は大阪市真田山国民学校に改称した。
1944年4月には、廃校となった大阪市東雲国民学校の校区の一部を編入している。東雲国民学校は現在の中央区玉造・大阪市立玉造幼稚園の敷地にあった。しかし太平洋戦争の戦時体制として男子商業学校が工業学校に転換されたことに伴い、大阪市では女子商業学校を増設する政策がとられた。校地を新たに探し校舎を新設する余裕はなかったため、既存の国民学校を近隣校に統合させる形で廃校にし、空いた校舎を女子商業学校に転用する策がとられた。東雲国民学校は校舎明け渡し・廃校対象となり、1944年に廃校となった。
一方で前年の1943年には、大阪市の行政区の分増区と境界整理が全市的に実施されていた。大阪市の行政区の境界は、従来は大阪市編入前の旧町村単位などを基準にしていたため複雑に入り組んでいたが、この時に幹線道路や鉄道線路などわかりやすい目印での境界に改めたため、当時の東雲国民学校の校区は従来の東区1行政区から、一部が天王寺区と東成区に分割編入されることになった。東雲国民学校の廃校の際、従来の校区のうち天王寺区に編入された地域について真田山国民学校の校区へと編入した。なお旧東雲校校区のうち東区に残った地域については玉造国民学校（のち大阪市立玉造小学校）校区・東成区となった地域については中道国民学校（のち大阪市立中道小学校）校区へとそれぞれ編入された。
また1944年には学童集団疎開を実施している。大阪市での学童集団疎開は各行政区ごとに疎開先の府県が割り当てられ、天王寺区の国民学校では大阪府東部（中河内）および奈良県への疎開が決定した。真田山国民学校は奈良県吉野郡吉野町へ、また清堀国民学校は奈良県吉野郡上市町および中荘村（いずれも現在は吉野町）へと集団疎開を実施した。
戦災で校区に大きな被害を受け児童数が減少したため、太平洋戦争終戦直後の1946年、清堀国民学校を休校（のち正式に廃校）として真田山国民学校へと統合している。なお旧清堀小学校の敷地は、占領軍に校舎を接収された上宮中学校・高等学校が仮校舎として一時使用したのち、1952年に大阪市立高津中学校が開校している。
1947年には学制改革により、大阪市立真田山小学校となった。

### 年表
- 1874年11月 - 西成郡第一区第七番小学校（のちの清堀小学校）が開校。
- 1922年4月 - 大阪市清堀第三尋常小学校（真田山小学校）が、清堀小学校より分離。
- 1922年6月1日 - 清堀第三尋常小学校の開校式を実施。この日を創立記念日とする。
- 1927年4月 - 大阪市真田山尋常小学校に改称。
- 1928年3月 - 現在地に移転。
- 1941年4月1日 - 国民学校令により、大阪市真田山国民学校に改称。
- 1944年4月1日 - 廃校になった大阪市東雲国民学校（現在は大阪市立玉造小学校へ統合）の校区の一部を編入。
- 1944年 - 奈良県吉野郡吉野町へ集団疎開。
- 1946年4月1日 - 大阪市清堀国民学校を統合。
- 1947年4月1日 - 学制改革により、大阪市立真田山小学校に改称。
- 1966年11月 - 第11回学研教育賞を受賞。
- 1969年2月 - 大阪府学校給食協会から、学校給食の指導運営優秀として表彰を受ける。
- 2002年 - 真田幸村ゆかりの地・長野県上田市立傍陽小学校と交流の取り組みをおこなう。

## 通学区域
- 大阪市天王寺区 玉造元町、玉造本町、空堀町、清水谷町、空清町、上本町1丁目-5丁目、上本町6丁目（一部）、城南寺町、味原町（一部）、真田山町、餌差町、東高津町（一部を除く）。

卒業生は大阪市立高津中学校に進学する。

## 交通
- Osaka Metro（地下鉄）長堀鶴見緑地線 玉造駅 南へ約700m、JR大阪環状線 玉造駅 南西へ約800m
- Osaka Metro（地下鉄）千日前線・近鉄奈良線・大阪線、JR大阪環状線 鶴橋駅 北東へ約1km
- 大阪シティバス 天王寺スポーツセンター 下車すぐ（北へ約50m）

## 出身者
- 秋田實 - 漫才作家
- 和田アキ子 - 歌手
- ヒロユキMc-Ⅱ（宮戸洋行） - 元GAG
- 金田修佳 - バレーボール選手

### 教職員
- 榊莫山 - 書家・作家。元同校教諭